# Ballistura borealis
Ballistura borealis är en urinsektsart som först beskrevs av Axelson 1905.  Ballistura borealis ingår i släktet Ballistura, och familjen Isotomidae. Arten är reproducerande i Sverige.